# Oceanodroma melania
Oceanodroma melania е вид птица от семейство Hydrobatidae.

## Разпространение
Видът е разпространен в Коста Рика, Мексико, Панама, Салвадор и САЩ.